# Санту-Антониу (Понта-Делгада)
Санту-Антониу (порт. Santo António) — район (фрегезия) в Португалии, входит в округ Азорские острова. Расположен на острове Сан-Мигел. Является составной частью муниципалитета Понта-Делгада. Население составляет 2004 человека на 2001 год. Занимает площадь 11,73 км².
Покровителем района считается Антоний Падуанский (порт. Santo António).